# ドミトリー・ヤロシ

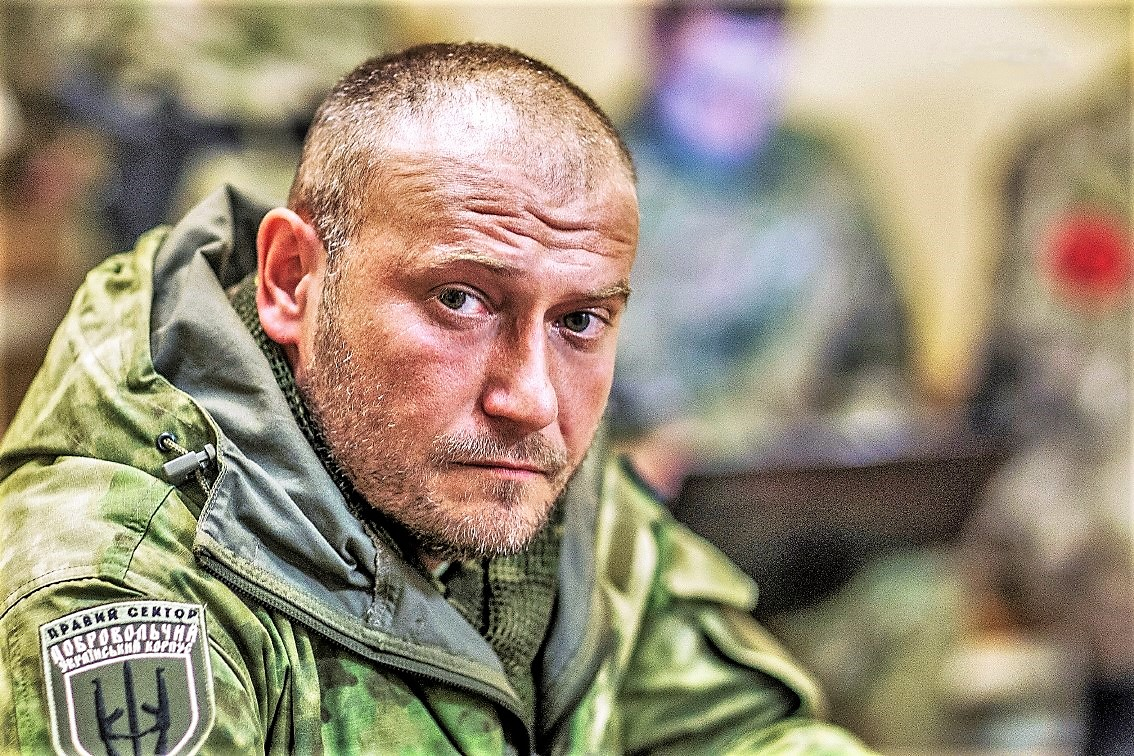
ドミトロー・ヤロシ

ドミトロー・ヤロシ（ウクライナ語:Дмитро Ярош、1971年9月30日 -）は、ウクライナの政治家・活動家。右派セクターの創設者で元リーダー。ウクライナ軍参謀長の顧問。2014年ウクライナ騒乱時に活躍した人物。2014年10月26日に行われた総選挙により国会議員に当選した。

## 来歴
ウクライナのドニプロゼルジーンシクで生まれる 。青年時代にはピオネール、後にはソビエト連邦共産党の青年組織であるコムソモールに所属していた。2001年にウクライナ西部リヴィウ州にあるドロホブィチの教育大学を卒業。
ソ連の崩壊によるウクライナ独立を受けて、ウクライナ民族主義に傾倒し始め、1994年にステパーン・バンデーラの系譜を汲む民族主義組織のトリズーブに参加し、2005年以来リーダーを務める。2014年のユーロマイダン時に、そのトリズーブを中核とした極右組織連合である右派セクターを結成しリーダーとなる。
2014年に発足したトゥルチノフ暫定政権の発足にあたり、ウクライナ国家安全保障・国防会議副議長の就任を打診されたが、本人の固辞、閣内の反対もあり、実現しなかった。
2014年10月26日に行われた総選挙により、出身地のドニプロペトロウシク州の小選挙区で29.76％の票を獲得し、国会議員に当選した。
また、2015年4月4日にはウクライナ軍参議長の顧問に就任するなど、国会議員に当選した。
2015年末に新組織設立への準備のために右派セクターを脱退